# Zbiorniki Pogoria
 Pogorie (Pojezierze Dąbrowskie) – zespół zbiorników wodnych w Dąbrowie Górniczej, będących zalanymi wyrobiskami piasku podsadzkowego wydobywanego niegdyś dla okolicznych kopalń węgla. Dziś część z nich, z racji wyjątkowych walorów przyrodniczych, uzyskała status obszarów chronionego krajobrazu.

## Pogoria I

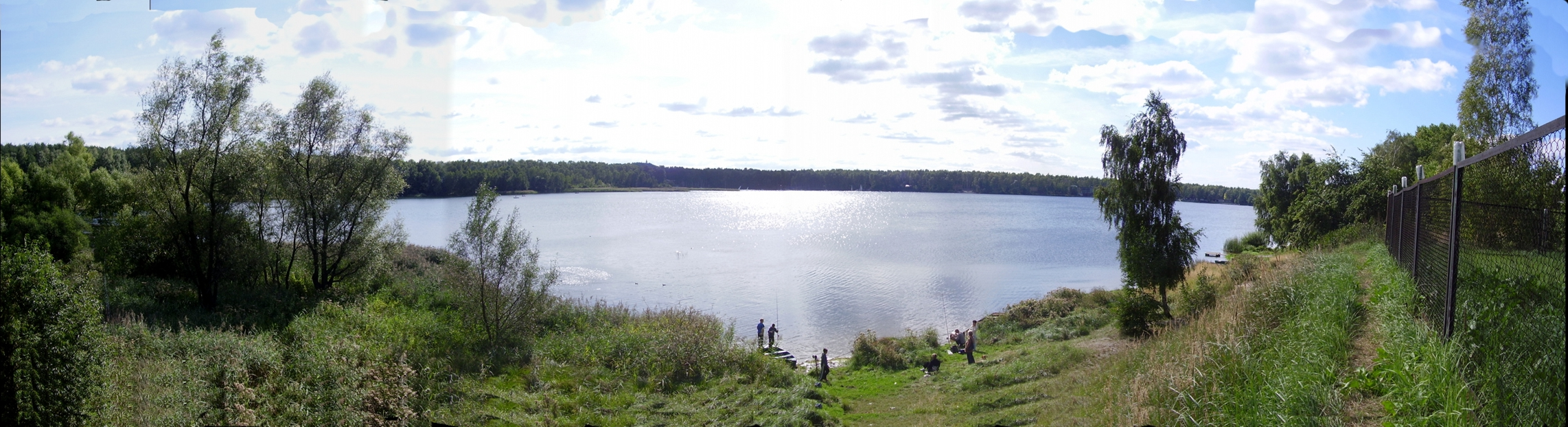
Pogoria I

Pogoria I, pow. 75 ha, powstała w 1943 roku. Jest otoczona lasami oraz zbudowanymi niegdyś ośrodkami wypoczynkowymi, dziś najczęściej przerobionymi na pensjonaty, hotele i kluby. Niegdyś było to główne miejsce letniego wypoczynku mieszkańców Zagłębia Dąbrowskiego i Górnego Śląska. Jezioro było dawniej szkołą dla żeglarzy i kajakarzy – wychowało się tu sporo dobrych żeglarzy starszego pokolenia. Trenował tutaj również na swoich ślizgaczach wielokrotny mistrz świata – Waldemar Marszałek. Na Pogorii I wciąż jeszcze koncentruje się główne życie żeglarskie regionu. Działają tu 4 kluby żeglarskie: KSW Hutnik, KSW Fregata, PTTK TKŻ Tramp i KW LOK Zefir. Jezioro to jest gorszym akwenem do nurkowania niż Pogoria III z racji mniejszej przejrzystości wody. Maksymalna głębokość 11 metrów. W południowej części jeziora wśród trzcinowisk gniazdują rzadkie gatunki ptaków wodnych, na wschodnim brzegu znajduje się użytek ekologiczny Młaki nad Pogorią I, chroniący rzadkie gatunki roślin rosnące na młakach niskoturzycowych.

## Pogoria II

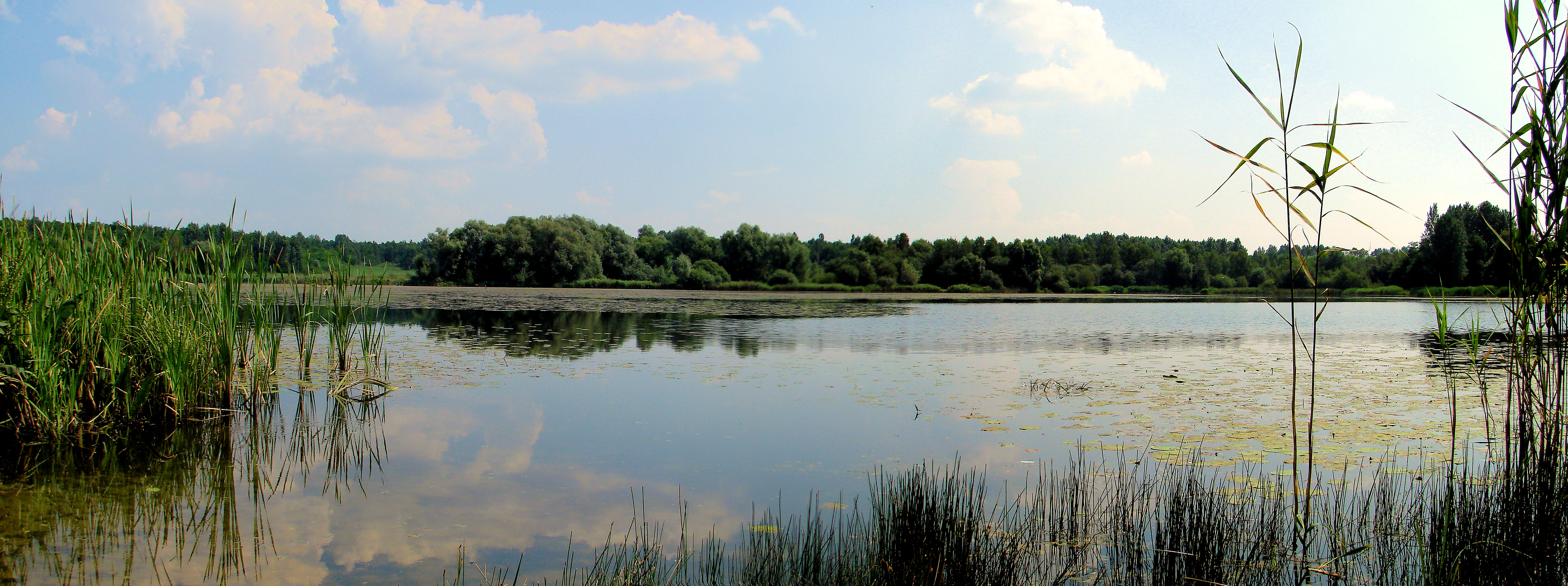
Pogoria II

Pogoria II, pow. ok. 25 ha, obszar wyrobiska popiaskowego przed zalaniem został częściowo zasypany żyzną ziemią z nadkładu, przywożonego z odkrywkowej kopalni węgla Brzozowica. Dzięki temu jezioro jest otoczone wyjątkowo bujną roślinnością, ale jest i płytkie – maksymalne głębokości nie przekraczają 2,5 m. Przy najbardziej dzikim wschodnim brzegu rośnie łęg wierzbowy z dominującą wierzbą kruchą, bliźniaczo podobny do naturalnych lasów zalewowych dolin rzecznych. Tuż obok przestrzeń płytkiej zatoki zajmuje obumarły „zatopiony las”, wskazujący na niższy przed laty poziom wód jeziora, od lat jest to miejsce gniazdowania kolonii mew śmieszek, kaczek i perkozów, miejsce często odwiedzane także przez czaple. Tafla wody w dużej mierze jest porośnięta chronionymi grążelami żółtymi i rzadszymi grzybieniami białymi, brzegi zaś porastają szuwary dochodzącej do 4 metrów wysokości trzciny, pałki, trzcinnika, jeżogłówki, przeplatane pięknie kwitnącym kosaćcem żółtym. We wschodniej części akwenu znajduje się niewielka wyspa. Od 2002 roku jezioro wraz z otoczeniem stanowi użytek ekologiczny „Pogoria II” o powierzchni 40 ha. Na zbiorniku od lat obowiązuje zakaz kąpieli i pływania środkami pływającymi, jest natomiast dozwolone wędkowanie.

## Pogoria III

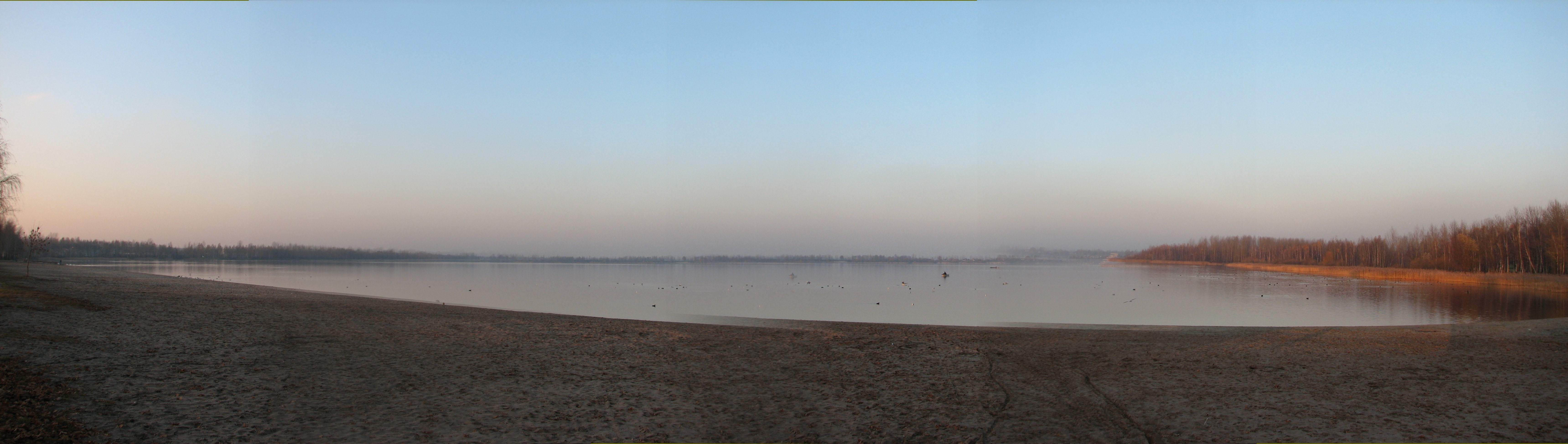
Pogoria III

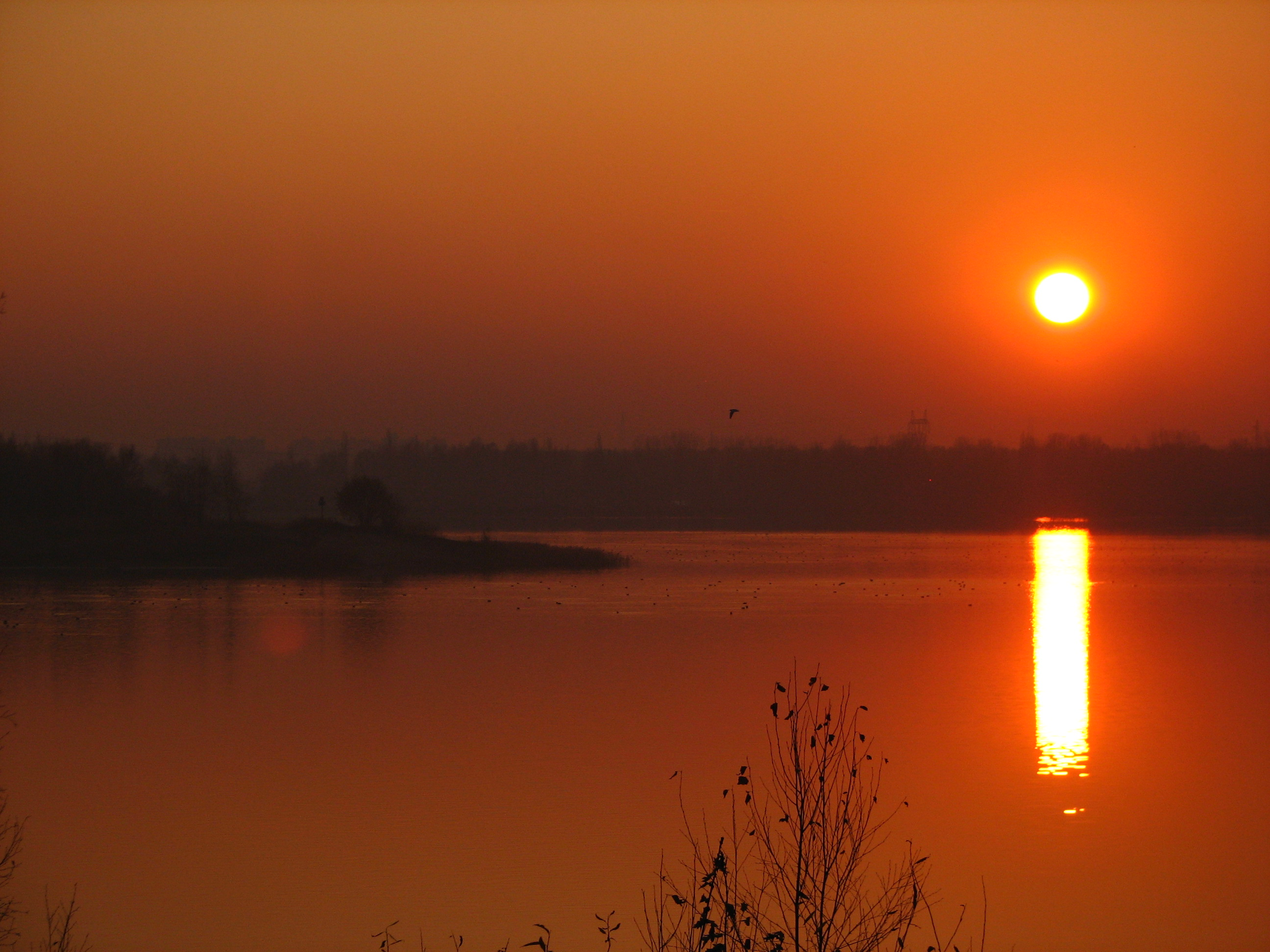
Pogoria III

Pogoria III, pow. 205 ha (~2 km²), do niedawna największy z zalanych zbiorników, jednakże ze skromnym zapleczem rekreacyjnym. Stanowi rezerwowe ujęcie wody dla Huty Katowice. Jest to prawdziwa oaza windsurfingowców całego regionu, od lat służy również żeglarzom. Jezioro posiada bardzo czystą wodę, filtrowaną przede wszystkim przez bardzo liczne małże – racicznice zmienne. Przejrzystości wód sprzyja też fakt położenia wśród przepuszczalnych piasków polodowcowych oraz braku poważniejszych źródeł zanieczyszczeń. Jest ważnym miejscem na nurkowej mapie Polski, od lat jest w planach utworzenie tu bazy nurkowej. Największe głębokości na zbiorniku dochodzą do 18 m w najgłębszej, północnej części akwenu. Na jeziorze działa Jacht Klub Pogoria 3. W lecie odbywają się liczne regaty – największe to InterPuchar Zagłębia w klasach młodzieżowych (m.in. Optimist, Laser Radial). Zimą pojawia się także ruch bojerowy. W południowo-zachodniej części wypożyczalnia sprzętu wodnego, rozległa plaża miejska z boiskiem do siatkówki plażowej, strzeżone kąpielisko, a także liczne punkty małej gastronomii. Jezioro w całości objęte strefą ciszy, otoczone ścieżkami rowerowymi – stąd dojazd samochodem utrudniony – jedynie okolice plaży, osiedla Łęknice i brzegu przy ul. Zakładowej (duży parking) bardziej dostępne.

## Pogoria IV

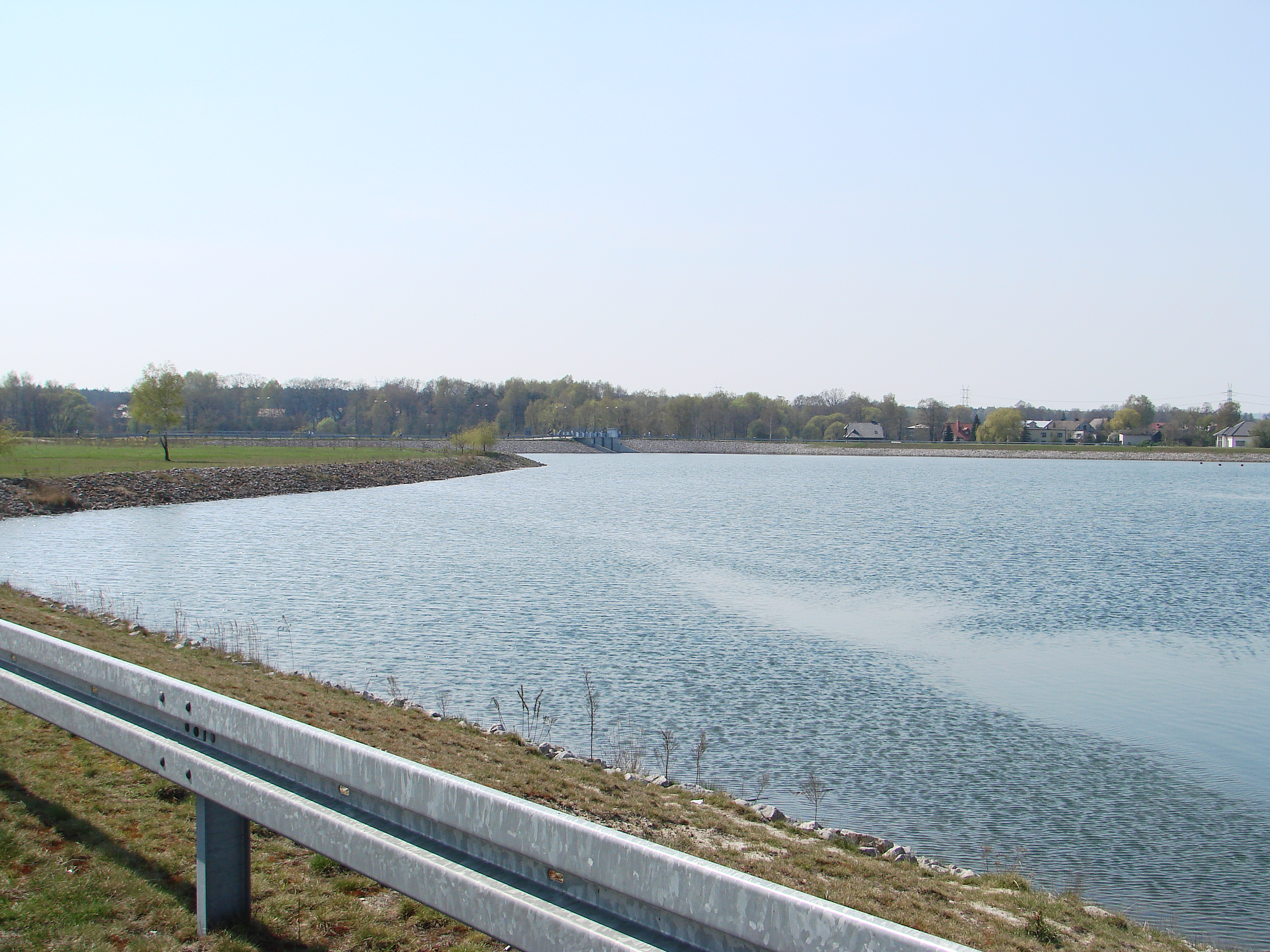
Pogoria IV – widok od strony kolonii Piekło

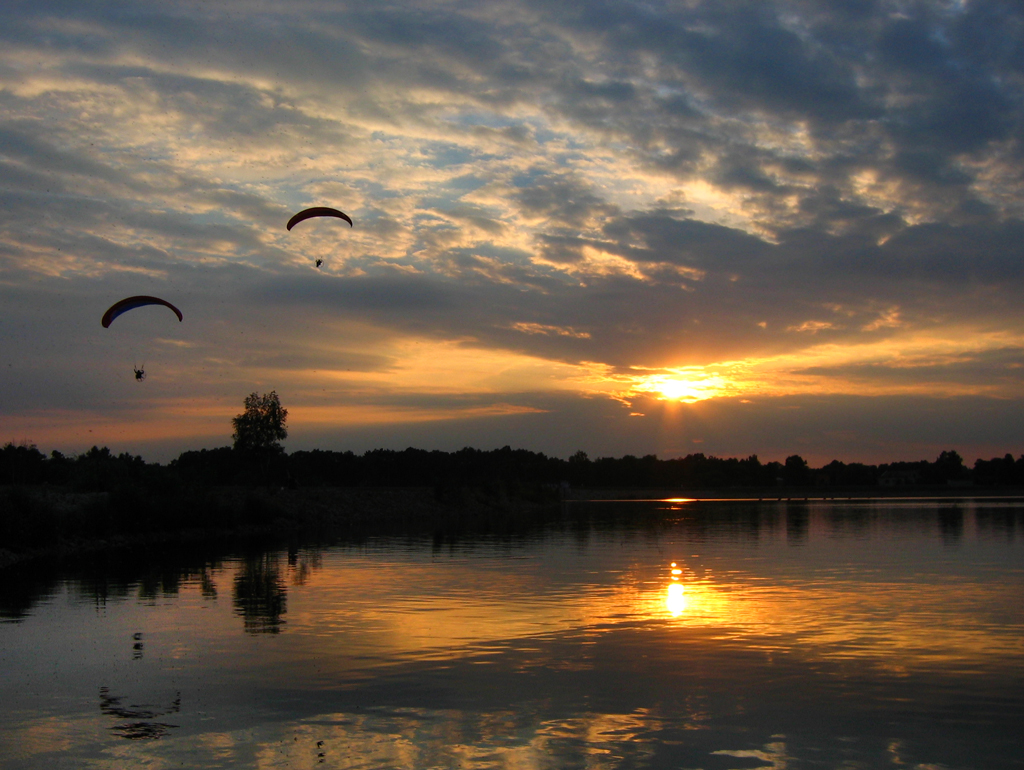
Pogoria IV

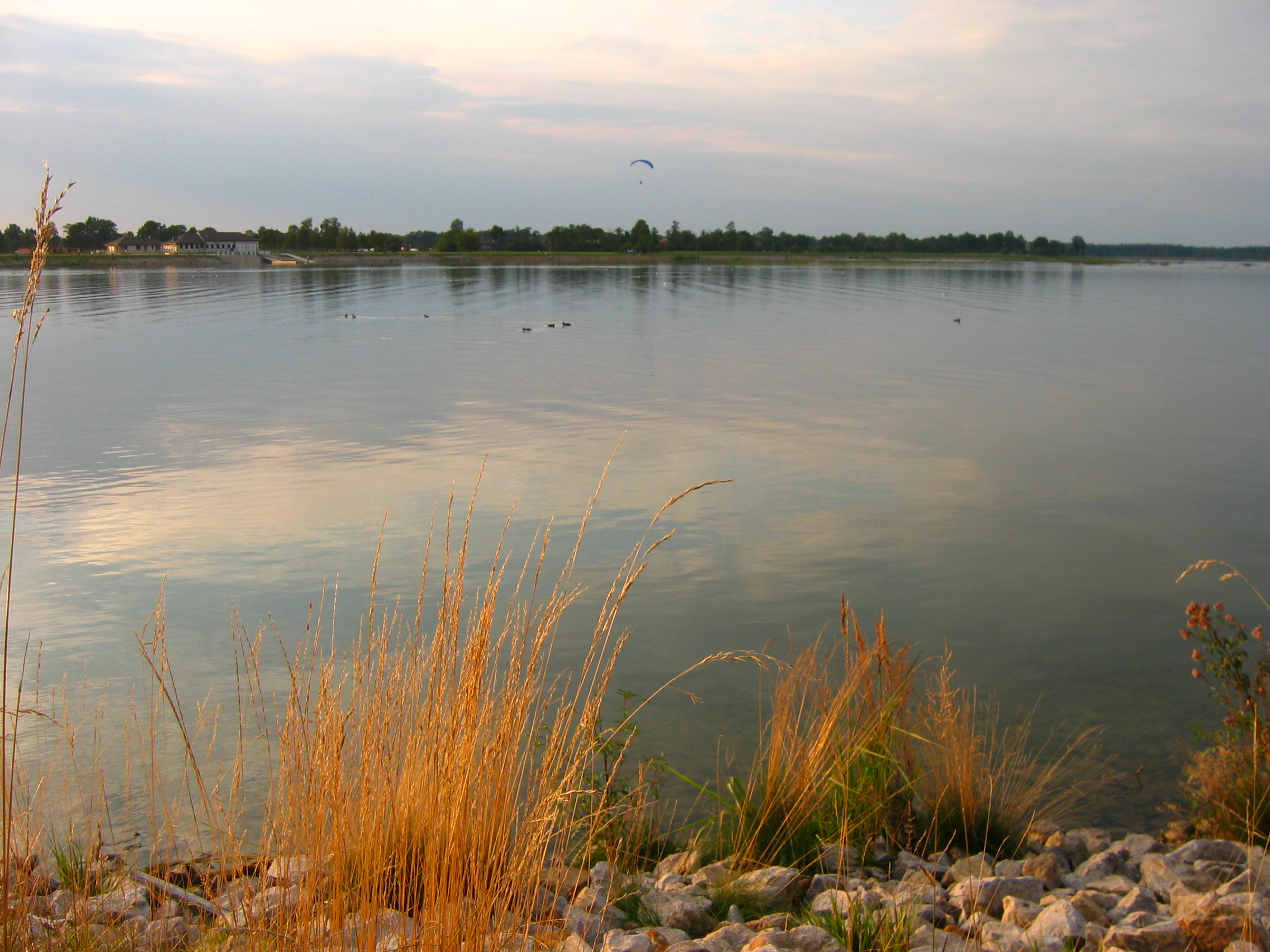
Pogoria IV

Pogoria IV, pow ok. 560 ha, dł. ok. 8 km, szer. ok. 3 km, pojemność ok. 52 mln m³, lustro wody położone jest na wysokości 264,00 m n.p.m., oficjalnie nazywana Zbiornikiem Kuźnica Warężyńska, najmłodszy i największy akwen Pojezierza Dąbrowskiego o silnie wydłużonym z południa na północ kształcie – ciągnie się od jazu piętrzącego wodę od okolicy Pogorii III aż po odległe o 5 km Wojkowice Kościelne. Jezioro zajmuje najniższą część wyrobiska popiaskowego, w najszerszym miejscu jego szerokość dochodzi do 3000 metrów. Akwen zwężony w środkowej części do zaledwie kilkuset metrów – znajdują się tu liczne wysepki, z których największa o powierzchni kilku hektarów jest oddzielona od zachodniego brzegu jedynie wąskim kanałem. Północna część jeziora to przepastne głębie, dochodzące do 23 metrów. Natomiast część południowa jest znacznie płytsza, szczególnie w okolicy zachodniego brzegu znajdują się rozległe płycizny. Akwen ma spełniać rolę przeciwpowodziową i przechwytywać ewentualną falę wezbraniową Czarnej Przemszy, która jednakże poza wysokimi stanami całkowicie omija zbiornik płynąc korytem na zachód od jeziora. Zabronione jest na nim używanie łodzi o napędzie silnikowym i kąpiel ze względu na liczne podwodne przeszkody i nierówne dno. Dozwolone wędkowanie oraz żeglarstwo i windsurfing. Wzdłuż południowego, zachodniego i północnego brzegu biegnie wygodna, asfaltowa ścieżka rowerowa. W najbliższym czasie środkowowschodnia część zbiornika obejmująca płytką zatokę i liczne wysepki zostanie objęta ochroną ze względu na licznie gniazdujące tu bardzo rzadkie gatunki chronionych ptaków, które z racji piaszczystych wysp znalazły tu cenne środowisko zastępcze (naturalnie gniazdują na łachach piaskowych wzdłuż koryt rzecznych, które jednakże, mimo braku regulacji rzek w Polsce, okazują się niewystarczające dla ekspansji gatunków).
Układ wszystkich tych akwenów jest źródłem interesujących planów zagospodarowania całego obszaru z systemem śluz i parkiem wodnym. Zostały one połączone siecią ścieżek rowerowych. Obecnie projekt śluzy pomiędzy jeziorami Pogoria 3 i 4 został zarzucony ze względu na ciągle odbywający się pomiędzy tymi zbiornikami ruch kolejowy. Ostatnim pomysłem jest połączenie jezior za pomocą pochylni podobnych do tych na Kanale Elbląskim.
Od nazwy zbiornika Pogoria I utworzono również nazwę jednego z większych polskich żaglowców. Patrz: STS Pogoria.